# Angama Mara Airport
Angama Mara Airport är en flygplats i Kenya.   Den ligger i länet Narok, i den sydvästra delen av landet, 210 km väster om huvudstaden Nairobi. Angama Mara Airport ligger 1 851 meter över havet.
Terrängen runt Angama Mara Airport är platt norrut, men söderut är den kuperad. Runt Angama Mara Airport är det glesbefolkat, med 8 invånare per kvadratkilometer. Omgivningarna runt Angama Mara Airport är huvudsakligen savann.